# Quốc lộ 63
Quốc lộ 63 là tuyến đường nối liền tỉnh Kiên Giang và tỉnh Cà Mau, Việt Nam.
Quốc lộ 63 bắt đầu tại ngã ba Tắc Cậu, giao với quốc lộ 61, thị trấn Minh Lương, huyện Châu Thành, đi qua các huyện An Biên, U Minh Thượng, Vĩnh Thuận (tỉnh Kiên Giang), Thới Bình (tỉnh Cà Mau) và kết thúc tại phường 9, thành phố Cà Mau (tỉnh Cà Mau). Quốc lộ 63 dài 110 km.
Trên quốc lộ 63 có phà Tắc Cậu – Xẻo Rô cách ngã ba Tắc Cậu 4 km, phà đi qua hai con sông là sông Cái Lớn và sông Cái Bé.